# Acineta barkeri
Acineta barkeri är en orkidéart som först beskrevs av James Bateman, och fick sitt nu gällande namn av John Lindley. Acineta barkeri ingår i släktet Acineta och familjen orkidéer. Inga underarter finns listade i Catalogue of Life.

## Bildgalleri

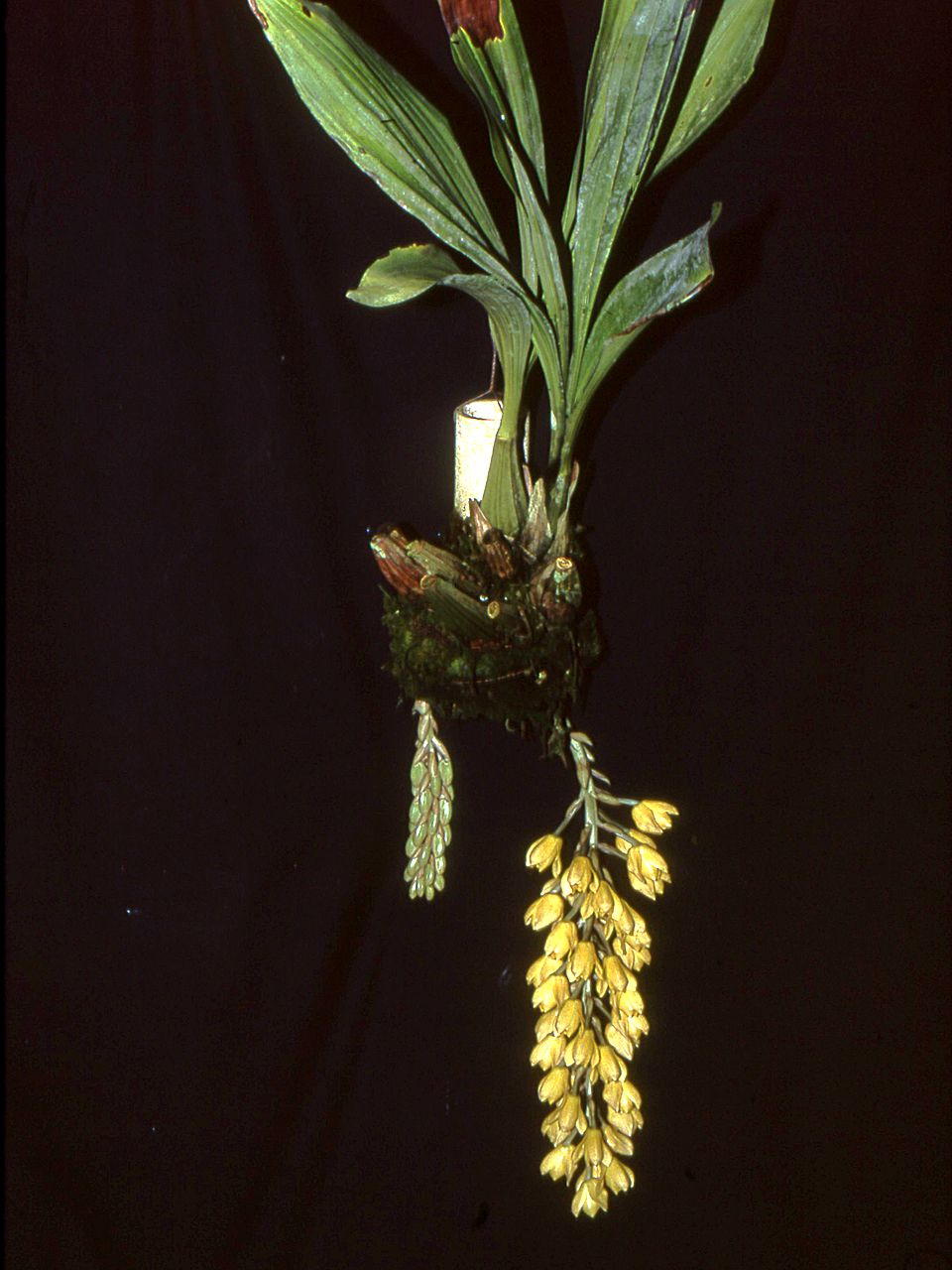
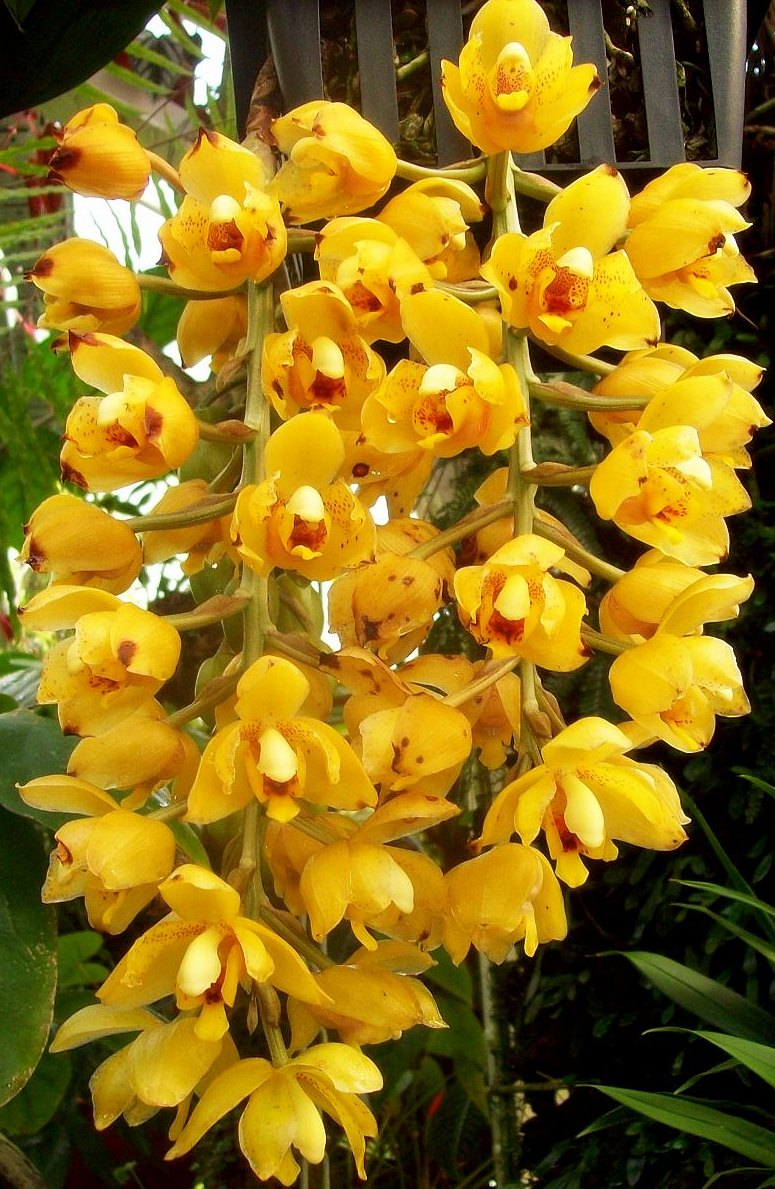
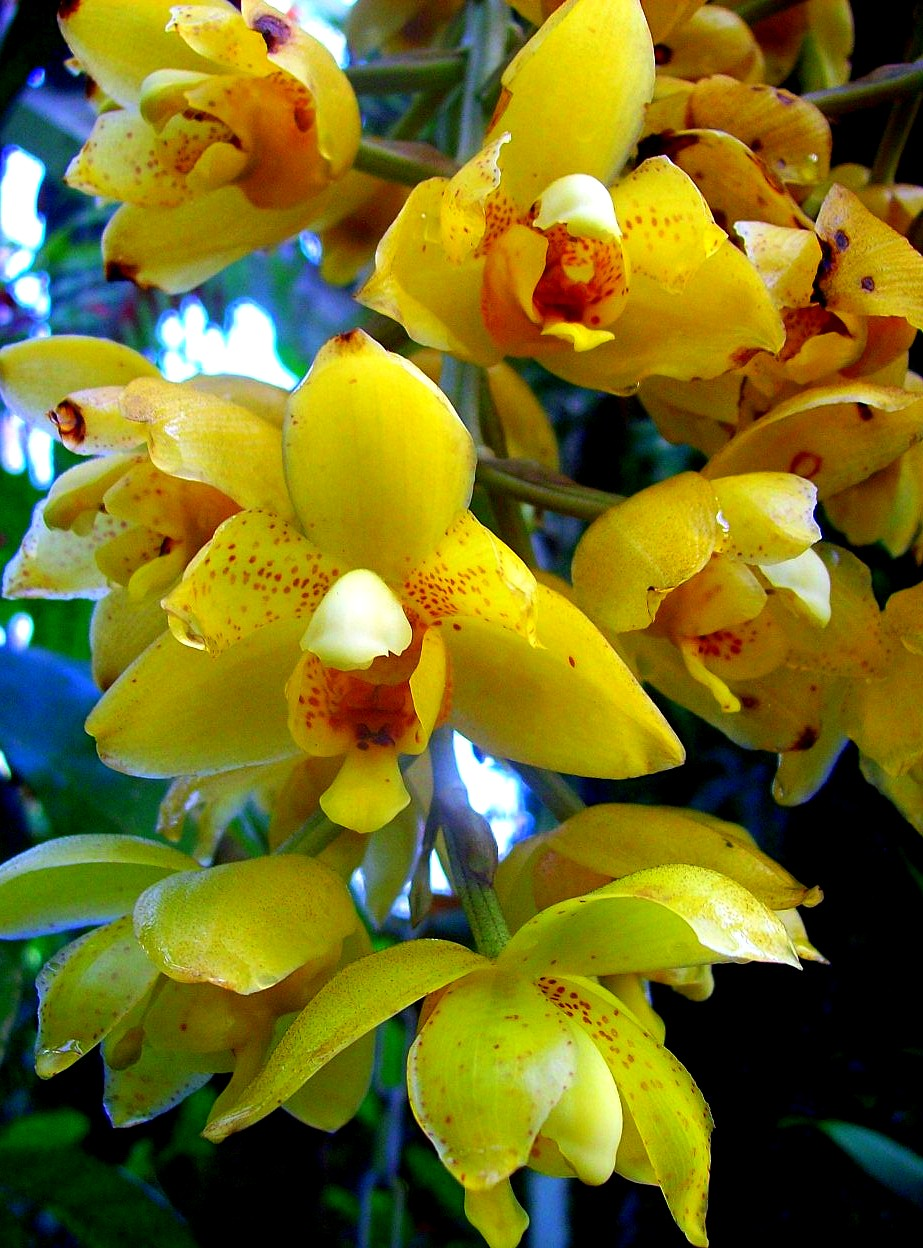
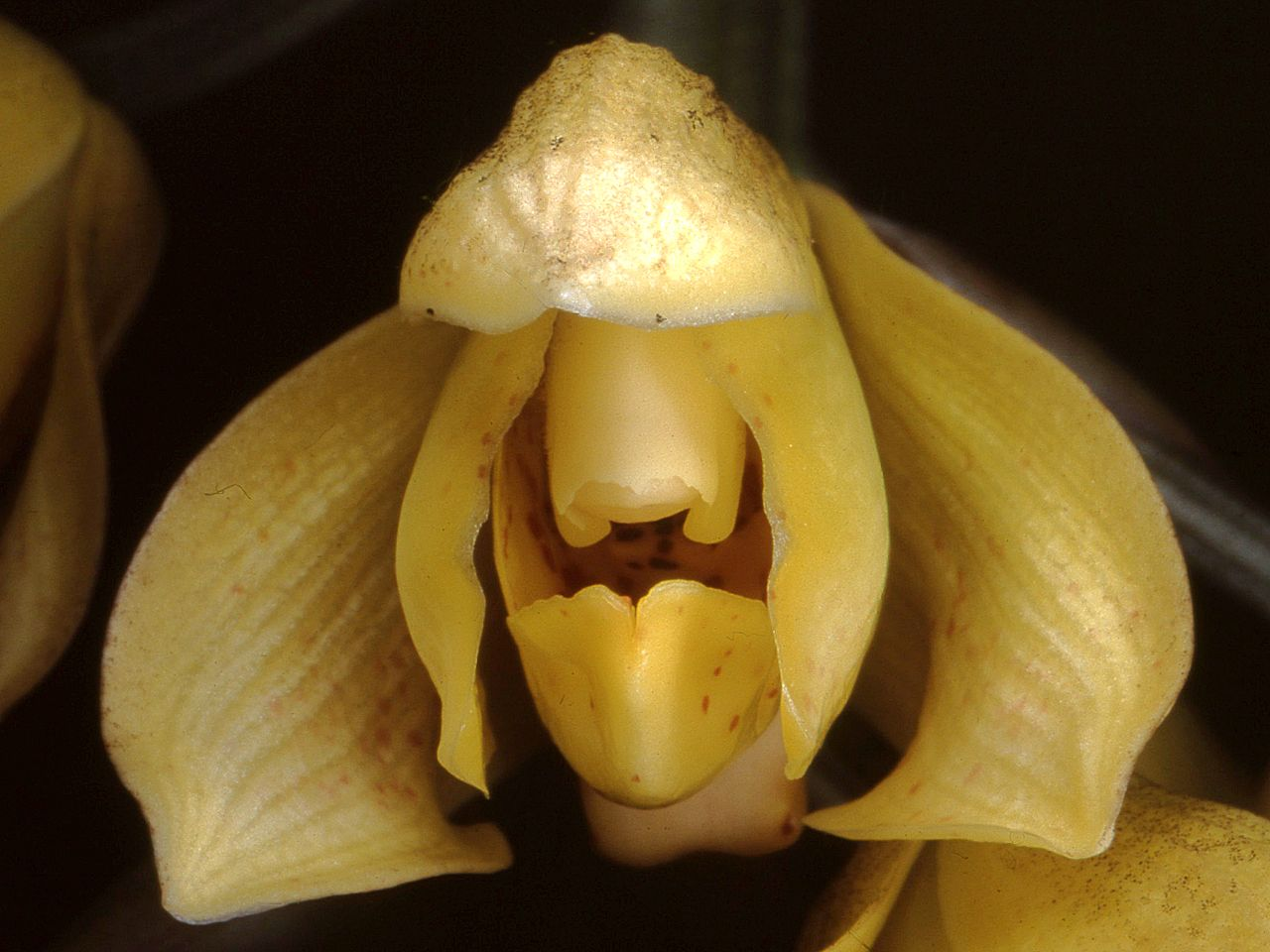
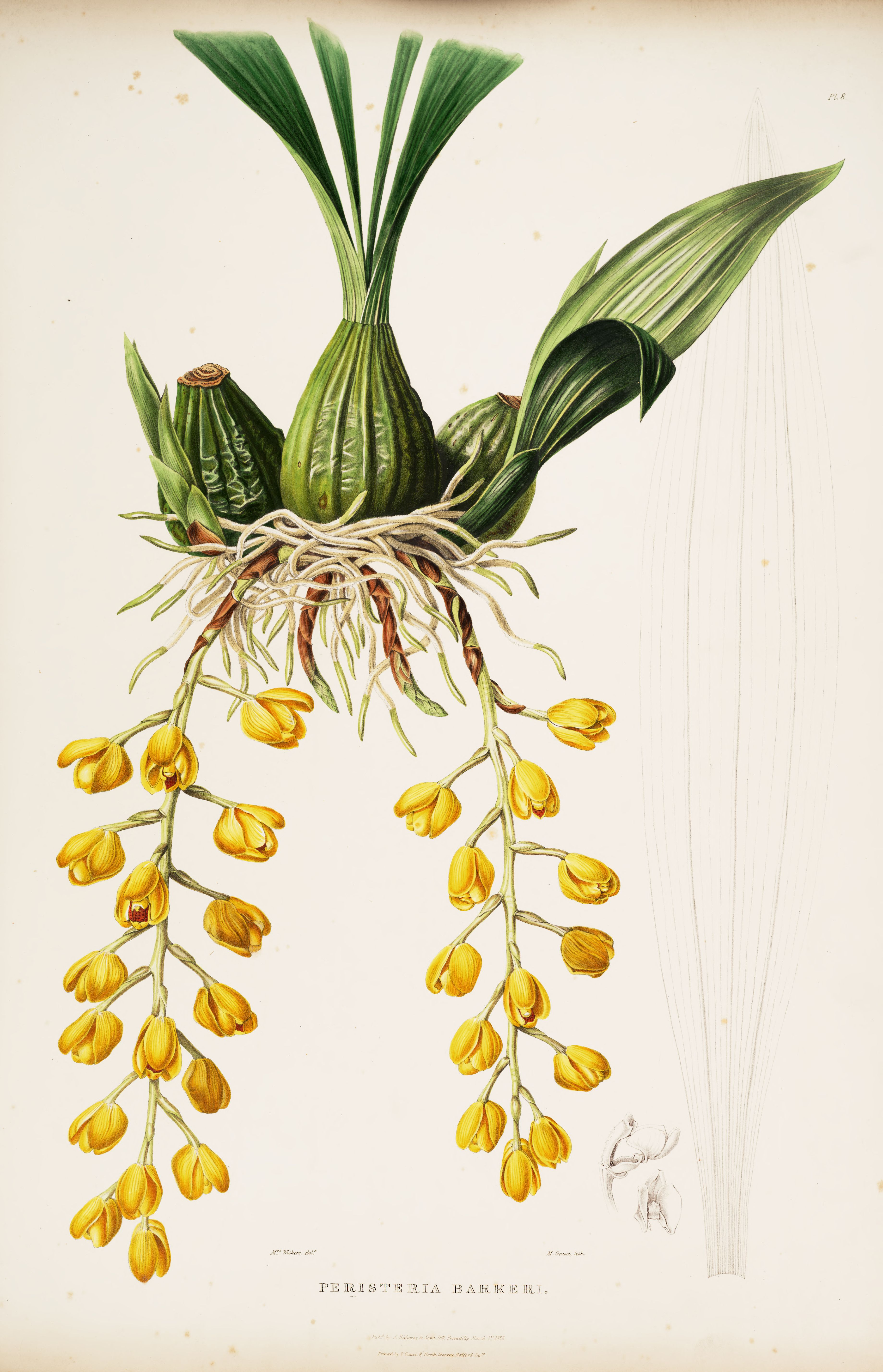
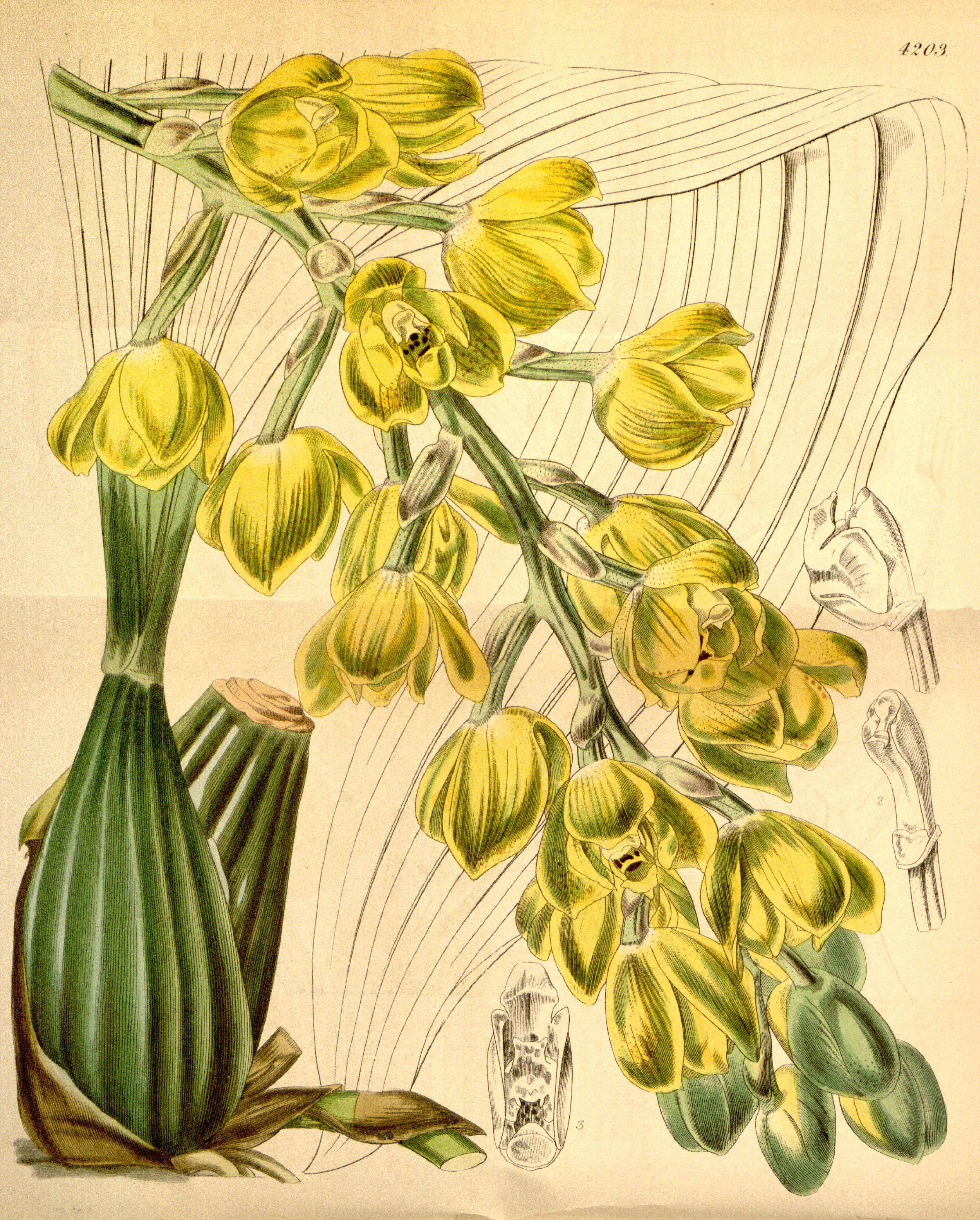